# Eric Lloyd
Eric Lloyd, nacido David Eric Lloyd Morelli (Glendale, California, 19 de mayo de 1986), es un actor estadounidense, más conocido por su trabajo entre 1992 y 2003, en papeles como Charlie Calvin en The Santa Clause, y como Little John en la serie Jesse.

## Biografía
Lloyd nació en Glendale, California, hijo de Melissa (de soltera Rogers) y David Morelli. Su prima es la actriz Alyssa Milano y su hermana es la actriz Emily Ann Lloyd. En primavera de 2005, asistió a la Universidad Chapman. Fue el cantante líder de la banda Conflict Conveyed thru Audio.

## Carrera
Su carrera en televisión comenzó entre los 2 y 5 años cuando fue elegido como Fred Savage en episodios de The Wonder Years. Sus créditos en televisión incluyen Batman y Robin, Dunston Checks In y My Giant. También puso la voz de Blanky en The Brave Little Toaster To The Rescue y The Brave Little Toaster Goes To Mars.

## Filmografía
Cine
| - Sunny's Deliverance (1993) - Heart and Souls (1993) - Greedy (1994) - The Santa Clause (1994) - Dunston Checks In (1996) - The Spittin' Image (1997) - Batman & Robin (1997) | - Deconstructing Harry (1997) - My Giant (1998) - Luminous Motion (1998) - The Santa Clause 2 (2002) - The Santa Clause 3: The Escape Clause (2006) - ChromeSkull: Laid to Rest 2 (2011) - The Onyx of Wall Street (2018) |

Televisión
| - The Wonder Years (1 episodio, 1989) - Laurie Hill (8 episodios, 1992) - A Family Torn Apart (1993) - Bitter Blood (1994) - Seasons of the Heart (1994) - Abandoned and Deceived (1995) - A Christmas Memory (1997) | - Chameleon (1998) - Jesse (41 episodios, 1998–2000) - Rocket Power (1 episodio, 2000) - ER (1 episodio, 2001) - About Abby (2 episodios, 2011) - True Perfection (2012) - Weedland (2017) |

Vídeo
- Virtual Oz (1996) (voz)
- Toto Lost in New York (1996) (voz)
- The Nome Prince and the Magic Belt (1996) (voz)
- Christmas in Oz (1996) (voz)
- Who Stole Santa? (1996) (voz)
- The Brave Little Toaster To The Rescue (1997) (voz)
- The Brave Little Toaster Goes to Mars (1998) (voz)